# Paul Dietrich (Politiker)

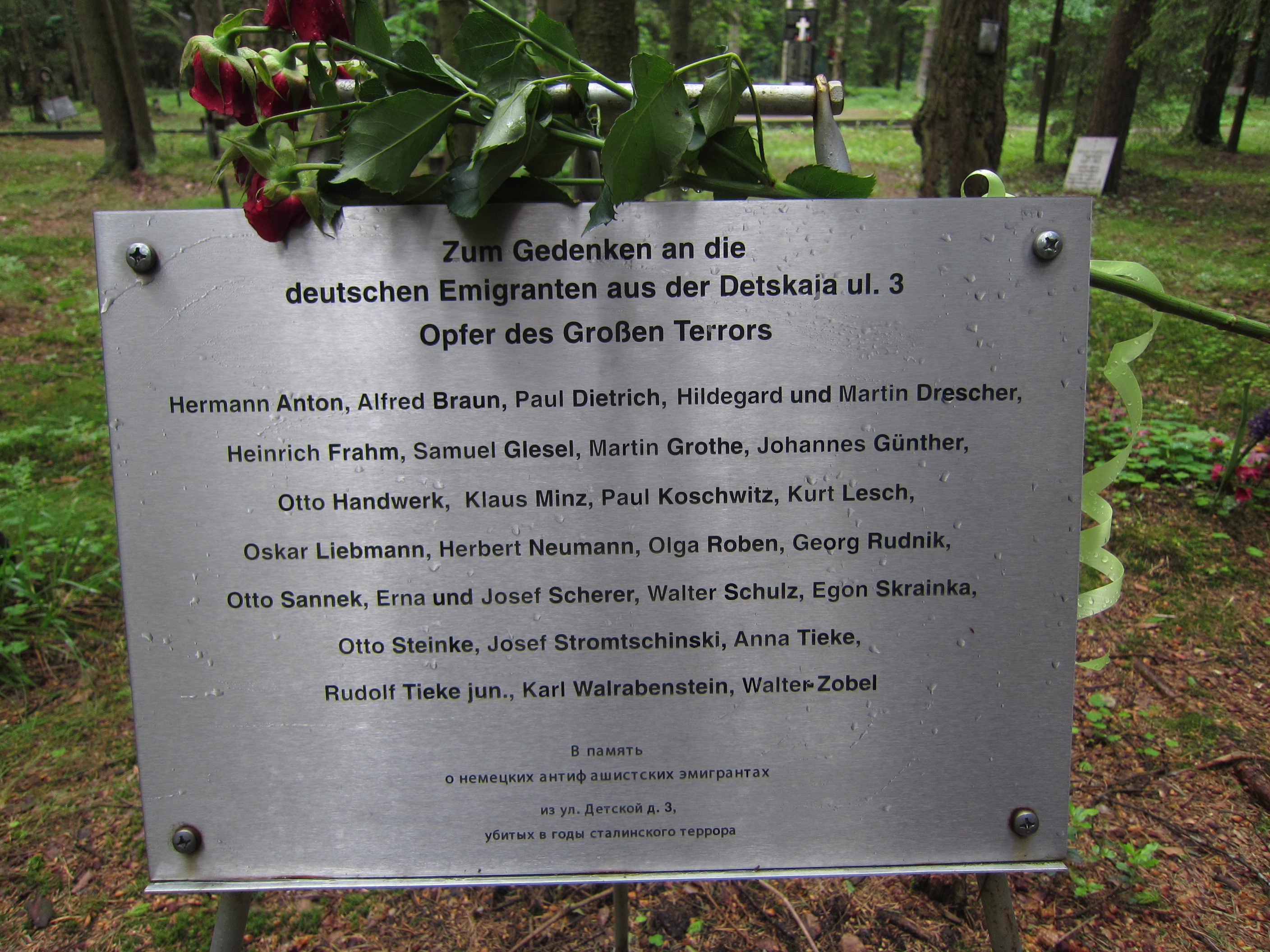
Gedenktafel für die deutschen Emigranten aus der Detskaja Ul. 3, Opfer des großen Terrors, aufgestellt in Lewaschowo 2011

Paul Reinhold Dietrich (* 6. November 1889 in Großvargula, Provinz Sachsen; † 5. November 1937 in Leningrad, Russland) war ein deutscher Politiker (KPD).

## Leben
Dietrich besuchte die Volksschule. Danach wurde er an der Realschule in Langensalza und später an einem Lehrerseminar ausgebildet. 1909 schloss Dietrich, der bis 1912 als Lehrer arbeitete, sich der Sozialdemokratischen Partei Deutschlands (SPD) an. Im Ersten Weltkrieg wechselte Dietrich in die Unabhängige Sozialdemokratische Partei Deutschlands (USPD); nach dem Krieg trat er in die Kommunistische Partei Deutschlands ein.
Für die KPD gehörte Dietrich von 1924 bis 1937 der Hamburger Bürgerschaft an. Von 1928 bis 1930 saß er für den Wahlkreis 12 (Thüringen) im Reichstag. Bedeutung in der KPD erlangte Dietrich zudem als Redakteur der Hamburger Volkszeitung, als Sekretär des KPD-Vorsitzenden Ernst Thälmann („Teddys Füllfederhalter“), als Politfunktionär sowie als Mitglied des Zentralkomitees der KPD.
Nach der Machtergreifung der Nationalsozialisten ging Dietrich in die Emigration. Nachdem er zunächst im Saarland und dann eine Zeit lang in Norwegen gelebt hatte, wo er zu den prominentesten deutschen Emigranten gehörte, ging er 1936 in die Sowjetunion. Dort arbeitete er für die Exilzeitung Deutsche Volkszeitung und für die Komintern.
1937 wurde Dietrich verhaftet und im Leningrader Stadtteil Lewaschowo erschossen. 1938 wurde er in Deutschland – wo man offensichtlich noch nichts von seinem Tod wusste – ausgebürgert. In der Deutschen Demokratischen Republik (DDR) wurde Dietrich nach der Rehabilitierung der in den 1930er Jahren in Russland ermordeten deutschen Exil-Kommunisten zwar als antifaschistischer Widerstandskämpfer verehrt, zugleich durften aber die Umstände seines Todes nicht erwähnt werden.

## Schriften
- Der Deutsche Faschismus und der Massenkampf der K. P. D. 1932.